# US Darts Masters
De US Darts Masters is onderdeel van de World Series of Darts van de Professional Darts Corporation. In 2017 werd dit toernooi voor het eerst gehouden. Aan het toernooi mogen acht spelers van de PDC Pro Tour en acht ‘regionale’ qualifiers meedoen.

## Finales
| Jaar | Winnaar (gemiddelde in finale) | Legs               | Runner-up (gemiddelde in finale) | Bron               | Plaatsnaam         | Evenementenlocatie  | Prijzengeld totaal | Prijzengeld voor winnaar |                    |
| ---- | ------------------------------ | ------------------ | -------------------------------- | ------------------ | ------------------ | ------------------- | ------------------ | ------------------------ | ------------------ |
| 2017 | Michael van Gerwen (101.35)    | 8 – 6              | Daryl Gurney (96.08)             | [ 1 ]              | Las Vegas          | Tropicana Las Vegas | £60.000,-          | £20.000,-                |                    |
| 2018 | Gary Anderson (102.56)         | 8 – 4              | Rob Cross (97.22)                | [ 2 ]              | Las Vegas          | Mandalay Bay        | £60.000,-          | £20.000,-                |                    |
| 2019 | Nathan Aspinall (106.70)       | 8 – 4              | Michael Smith (100.14)           | [ 3 ]              | Las Vegas          | Mandalay Bay        | £60.000,-          | £20.000,-                |                    |
| 2020 | Werd niet gehouden             | Werd niet gehouden | Werd niet gehouden               | Werd niet gehouden | Werd niet gehouden | Werd niet gehouden  | Werd niet gehouden | Werd niet gehouden       | Werd niet gehouden |
| 2021 | Werd niet gehouden             | Werd niet gehouden | Werd niet gehouden               | Werd niet gehouden | Werd niet gehouden | Werd niet gehouden  | Werd niet gehouden | Werd niet gehouden       | Werd niet gehouden |
| 2022 | Michael Smith (99.14)          | 8 – 4              | Michael van Gerwen (96.79)       | [ 4 ]              | New York           | Hulu Theatre        | £60.000,-          | £20.000,-                |                    |
| 2023 | Michael van Gerwen (91.09)     | 8 – 0              | Jeff Smith (86.41)               | [ 5 ]              | New York           | Hulu Theatre        | £60.000,-          | £20.000,-                |                    |
| 2024 | Rob Cross (91.15)              | 8 – 7              | Gerwyn Price (96.36)             | [ 6 ]              | New York           | Hulu Theatre        | £60.000,-          | £20.000,-                |                    |
| 2025 | Luke Humphries (99.14)         | 8 – 6              | Nathan Aspinall (92.49)          | [ 7 ]              | New York           | Hulu Theatre        | £60.000,-          | £20.000,-                |                    |

2017 · 2018 · 2019 · 2022 · 2023 · 2024 · 2025